# Latsch
Latsch (wł. Laces) – miejscowość i gmina we Włoszech, w regionie Trydent-Górna Adyga, w prowincji Bolzano.
Liczba mieszkańców gminy wynosiła 5145 (dane z roku 2009). Język niemiecki jest językiem ojczystym dla 97,32%, włoski dla 2,61%, a ladyński dla 0,07% mieszkańców (2001).